# Леонардо (Черепашки-ниндзя)
Леонардо (англ. Leonardo) или Лео (англ. Leo) — один из четырёх главных героев франшизы «Черепашки-ниндзя». Он — старший из четырёх братьев и самый искусный из них. В большинстве адаптаций Леонардо является лидером команды, а также самым зрелым и дисциплинированным из Черепах. В качестве основного оружия боя Леонардо использует парные катаны.
Как и его братья, Леонардо получил своё имя в честь итальянского художника Эпохи Возрождения, в данном случае Леонардо да Винчи. В оригинальных комиксах Mirage Studios он носил красную повязку, однако затем его отличительным цветом стал синий.

## Создание и концепция
Авторы комиксов Кевин Истмен и Питер Лэрд познакомились в Массачусетсе и начали работу над совместными иллюстрациями. В 1983 году Лэрд пригласил Истмена переехать к нему в Дувр, штат Нью-Гэмпшир. В ноябре того же года Истмен нарисовал черепаху в маске, которая стояла на задних лапах и была вооружена нунчаками. Лэрд нарисовал собственный эскиз и добавил к уже имеющемуся названию Ninja Turtles (рус. Черепашки-ниндзя) слова Teenage Mutant (рус. Подростки-мутанты). Концепция пародировала сразу несколько элементов, популярных в комиксах о супергероях того времени: мутанты Uncanny X-Men, подростки New Teen Titans и ниндзя Daredevil, в сочетании с антропоморфными животными, такими как Утка Говард.
Работая над концепцией комикса, Истмен и Лэрд рассматривали возможность присвоения Черепахам японских имен, но вместо этого в конечном итоге решили назвать их в честь итальянских художников эпохи Возрождения — Леонардо, Донателло, Микеланджело и Рафаэлем. Лэрд отметил, что имена «были достаточно чудными и вписывались в концепцию». Авторы написали предысторию, ссылаясь на другие элементы Сорвиголовы: как и Мэтт Мёрдок, Черепахи подверглись воздействию радиоактивного вещества, а их сэнсэй, Сплинтер, был вдохновлён учителем Сорвиголовы

## Биография

### Mirage Comics
Однажды, в городе Нью-Йорк, маленький мальчик по имени Честер Мэнли купил в магазине четырёх маленьких черепах и, поместив их в аквариум, понёс к себе домой. Он стал свидетелем дорожно-транспортного происшествия, когда переходивший дорогу слепой человек едва не угодил под грузовик. В этот момент из машины вылетела канистра с мутагеном, которая затем врезалась в аквариум с черепашками, в результате чего они оказались смыты в канализацию. Их обнаружила старая крыса по имени Сплинтер, недавно потерявшая своего хозяина, мастера боевых искусств Хамато Ёси. Все пятеро животных подверглись воздействию содержащегося в канистре мутагена, что привело к мутации в их организме и превращению в четырёх антропоморфных черепах и крысу. Понимая, что люди не примут тех, кто отличается от них, Сплинтер приютил черепашек и начал жить вместе с ними в канализации. Обучившись у своего мастера ниндзюцу, крыса начала тренировать своих приёмных детей боевым искусствам, а также дала каждому из них имена и индивидуальное оружие.
В ранних чёрно-белых комиксах Mirage Леонардо изображался как главный герой серии, однако он никогда напрямую не называл себя лидером, за исключением выпуска #44. Лео брал на себя ответственность за братьев во время отсутствия сэнсэя Сплинтера. Он часто расходился во мнениях со своим вспыльчивым младшим братом Рафаэлем.
В одноимённом ваншоте Леонардо отправился на пробежку по крышам Нью-Йорка и попал в засаду клана Фут. Несмотря на то, что долгое время ему удавалось давать отпор, в конечном итоге Черепашка была подавлена числом. Избив Лео практически до бессознательного состояния, ниндзя бросили его в окно квартиры Эйприл О’Нил. Остальные Черепахи и Сплинтер отражали нападение Футов, однако, даже при поддержке Кейси Джонса были вынуждены отступить. В конце концов здание загорелось, а на место пожара прибыла полиция, но Черепашкам и их союзникам удалось скрыться в загородном доме Кейси в Нортгемптоне. За время пребывания за городом Лео восстановился от полученных травм. Тем не менее, он потерял доверие к самому себе. Лео предпринял несколько безуспешных попыток охоты на оленей, в одной из которых заметил, как Эйприл едва не провалилась под лёд на озере и спас её. В последующих выпусках подразумевалось, что Леонардо восстановил большую часть кредита доверия.
В сюжетной линии Return to New York, Рафаэль потребовал, чтобы Черепахи вернулись в Нью-Йорк и вновь сразились с кланом Фут и Шреддером. Он обвинил Леонардо в трусости, в результате чего между ними завязалось сражение. Леонардо избил Рафаэля, который, в свою очередь, бросил Леонардо через стену сарая и оставил его в покое. Вместе со своими младшими братьями Донателло и Микеланджело Леонардо вернулся в Нью-Йорк и воссоединился с Рафаэлем в старом канализационном логове. В соответствии с планом Рафа все трое отправились на штурм штаб-квартиры Шреддера, в то время как сам Рафаэль самостоятельно бросился на бой со Шреддером. Тем не менее, он попал в засаду и был избит Элитной гвардией Шреддера, но был спасён Леонардо. Это побудило Рафаэля, наконец, смириться с лидерством Леонардо, и доверить тому бой со Шреддером один на один. Их сражение перенеслось на крышу здания, где Лео обезглавил Шреддера. Затем Черепашка сожгли труп своего врага на похоронном костре в соседней гавани Манхэттена.
В сюжетной линии City at War между различными фракциями Фут развязалась война за руководство клана. По мере того, как на улицы Нью-Йорка погрузились в хаос, Черепахи и мирные жители оказались втянуты в конфликт. Леонардо устал от непрекращающейся конфронтации с кланом Фут и практически потерял боевой дух. К Черепахам обратилась Караи, лидер клана Фут в Японии, которая приехала в Нью-Йорк, чтобы объединить Футов. Она предложила Черепашкам мир и пообещала отозвать вендетту клана против них, если те помогут ей убить Элитных гвардейцев Шреддера, препятствующих её замыслам. Несмотря на возражения Рафаэля, Леонардо убедил своих братьев принять предложение Караи, и все четверо помогли ей стать новым лидером клана.
Во 2-м томе комикса Mirage Studios Черепахи решили жить по-отдельности, в результате чего Леонардо обосновался в новом канализационном логове.
Годы спустя, в 4-м томе Леонардо по-прежнему руководил своими братьями в их противостоянии с преступностью, а конфликт между ним и Рафаэлем практически прекратился. Тем не менее, когда Утромы совершили публичную посадку на Землю и решили открыться людям, Черепашки наконец получили возможность ассимилироваться с человеческим социумом. Также братья помогли Утромам приспособиться к жизни на Земле и работать вместе с кланом Фут в целях безопасности. Одним из членов клана Фут был мужчина по имени Ча Очо, с которым Леонардо соперничал на протяжении нескольких лет. Караи обратилась к Леонардо за помощью, когда таинственная сила начала атаковать различных членов клана и лишь нью-йоркская ветвь осталась нетронутой. Расследование привело Лео на Битву Нексус, где он столкнулся с Ороку Ёси, который носил броню, напоминающую доспехи Шреддера.
Данная версия Леонардо появилась в анимационном кроссовере «Черепашки навсегда» 2009 года, где его озвучил Джейсон Гриффит. По сюжету, в их реальность попадают Черепашки-ниндзя из мультсериалов 1987 и 2003 годов, предупреждая об опасности, исходящей от Шреддера 2003 года, намеревающегося уничтожить мультивселенную Черепах. Затем Mirage Черепашки помогают своим аналогам, их союзникам и врагам в решающем противостоянии со Шреддером.

### Image Comics
В комиксах издательства Image, события которых разворачиваются после окончания 2-го тома Mirage, Леонардо потерял руку, которую съел король Комод, хотя данный недуг не слишком мешал ему. Поначалу он пытался использовать протез, созданный Донателло, но, в конечном счёте, предпочёл стальной колпак с выдвижным лезвием. В официальном заключении TMNT Urban Legends 25, опубликованном IDW, после столкновения с Леди Шреддер, которая разбила его стальной колпак, было выявлено, что рука Леонардо отросла.

### Archie Comics
Серия Teenage Mutant Ninja Turtles Adventures от издательства Archie изначально представляла собой адаптацию мультсериала 1987 года, из-за чего Леонардо практически не отличался от версии из мультсериала. В более поздних историях у Леонардо проявилась довольно сильная неприязнь к огнестрельному оружию. В будущем было показано, что Лео основал школу ниндзя. У него появились четверо лучших учеников: Нобуко – потенциальный любовный интерес, Майлз – молодой афроамериканец, Кармен – латиноамериканка и Боб — антропоморфный бабуин. У этих студентов были теплые отношения с Черепахами. Боб, в частности, называл их «дядями».

### IDW Comics
В комиксах издательства IDW Леонардо и его братья были реинкарнациями сыновей Хамато Ёси, которые жили в средневековой Японии и пали от руки Ороку Саки. В настоящем времени он был подопытной черепахой в лаборатории «StockGen Research, Inc.», принадлежавшей учёному Бакстеру Стокману. В какой-то момент на лабораторию напали ниндзя из клана Фут, с целью хищения разработок Стокмана. Во время развернувшейся кражи черепахи и их переродившийся в крысу по имени Сплинтер отец были облиты мутагеном. В течение следующих пятнадцати месяцев Леонардо, Микеланджело и Донателло обучались боевым искусствам по программе их учителя Сплинтера, а также безуспешно искали своего потерянного брата Рафаэля. В конечном итоге им удалось обнаружить его местоположение и спасти от Старого Клыка, матировавшего бродячего кота. Вскоре после того, как братья привели Рафа домой, Леонардо получил индивидуальную синюю повязку.

## Телевидение

### Мультсериал 1987 года
В мультсериале 1987 года Леонардо озвучил Кэм Кларк. Он предстаёт лидером команды, который серьёзно относится к своему положению и всячески пытается привить своим братьям любовь к тренировкам. В какой-то момент остальные Черепашки сочли его чересчур занудным и при помощи устройство Донателло на время сделали весёлым. Тем не менее, в эпизоде «Великое оледенение» Лео сложил с себя полномочия лидера команды, но, в конечном итоге, вернулся на руководящую позицию, поскольку никто из братьев не смог справиться с его ношей. В дальнейшем он стал более эмоциональном, отчего даже более глубокий голос персонажа из 1-го сезона стал более пафосным.
В серии «Осторожно. Лотос!» он влюбился в женщину-куноити, которая была нанята Крэнгом в качестве замены Шреддера. Когда Лотос предложила Лео присоединиться к ней и стать наёмным ниндзя, тот отказался, сославшись на преданность своей семье. На прощание Лотос заявила, что ценит золото больше мирной жизни, однако, прежде чем уйти, выразила надежду, что их пути ещё пересекутся.
В анимационном кроссовере «Черепашки навсегда» 2009 года данную версию Леонардо озвучил Дэн Грин. По сюжету, он и его братья попадают в мир Черепах 2003 года, где им приходится объединить усилия, чтобы предотвратить разрушение мультивселенной от руки Шреддера 2003 года. Здесь Леонардо ведёт себя так же несерьёзно, как и другие Черепашки 1987 года, на контрасте с более зрелыми аналогами версии 2003 года.
Кларк вновь озвучил Леонардо 1987 года в мультсериале «Черепашки-ниндзя» 2012 года.

### Аниме 1996 года
В Teenage Mutant Ninja Turtles: Superman Legend 1996 года Леонардо озвучил Дайки Накамура.

### Сериал 1997 года
В сериале «Черепашки-ниндзя: Следующая мутация» роль Леонардо исполнил Гейб Кут, в то время как Майкл Добсон озвучил персонажа.
В этом сериале у Леонардо два меча ниндзято, вместо двух катан. Его конкуренция с Рафаэлем проявлялась во многих сериях. Однажды во время спарринга, Рафаэль использовал как преимущество очевидную физическую слабость Лео, оскорблял, дразнил и насмехался над братом, пока, наконец, Лео не потерял терпение и ударил Рафа с такой силой, что тот пролетел через всё их убежище. Остаток сезона они провели споря и соревнуясь в своих умениях (иногда абсурдных), использовав в качестве последнего состязания армрестлинг, чтобы решить кто должен остаться, а кто уйти. И хотя победу одержал Лео, он решил, что Раф должен остаться. Также Леонардо появился в эпизоде-кроссовере «Время черепах» сериала «Могучие рейнджеры: В космосе» 1998 года.

### Мультсериал 2003 года
В мультсериале «Черепашки-ниндзя» 2003 года Леонардо, озвученный Майклом Синтерниклаасом, изображается как самый тихий и уравновешенный из братьев, который испытывает неуверенность в себе из-за высокой ответственности в качестве лидера команды, возложенной на него сэнсэем Сплинтером. С последним у Лео сформировались наиболее прочные узы отца и сына, что выражалось с самого детства, когда Сплинтер помог юной Черепашке преодолеть боязнь высоты. В то время как Микеланджело и Донателло следуют за Леонардо и доверяют его решениям, Рафаэль, с детства завидовавший более авторитетному брату, нередко вступает с ним в конфронтацию из-за разности во взглядах касательно противостояния Черепах преступности. В состоящей из трёх частей сюжетной арки «Война в городе» их конфликт достиг своего апогея: в то время как Лео чувствовал себя ответственным перед городом и его жителями во время войны банд за территорию после смерти Шреддера, Раф настаивал на том, что их семья не должна вмешиваться в развернувшуюся войну. Тем не менее, несмотря регулярные ссоры между ними, Рафаэль глубокого привязан к старшему брату, как было показано в эпизоде «Истории о Лео», а тот, в свою очередь, видит в нём свою поддержку, что видно из серии «Охотник на монстров». Во время сюжетной арки «Большая драка» он познакомился с кроликом-самураем по имени Миямото Усаги, другим приверженцем кодекса бусидо, с которым у него образовалась крепкая дружба.
На протяжении большей части 4-го сезона, в то время как остальные полностью оправились после последней битвы со Шреддером в финале 3-го сезона под названием «Исход», Леонардо не смог смириться с поражением в бою и принять тот факт, что его семья могла погибнуть если бы не вмешательство Утромов. Он винил самого себя в слабости и стал более жестоким и агрессивным, больше напоминая импульсивного Рафаэля. Закрывшись от своих братьев, Лео посвятил самого себя тренировкам и даже близкому другу Усаги не удалось повлиять на него. Во время одной из тренировок Лео ранил мастера Сплинтера, который решил отослать его в Японию на обучение к Старейшему. После встречи с ним, Лео наконец признал, что у него не было иного выбора, кроме как уничтожить космический корабль Шреддера на борту со всей своей семьёй, чтобы остановить их заклятого врага и смирился с тем фактом, что он был не в состоянии нести эту ношу в одиночку.
Леонардо — самый искусный из Черепашек-ниндзя, поскольку из всех четырёх братьев только он тратит свободное время на тренировки. Первоначально, Шреддер разглядел его талант и попытался переманить на свою сторону. Именно Лео сыграл ключевую роль в поражении Шреддера во время нападения на особняк Шреддера в трилогии «Возвращение в Нью-Йорк» и стал самым опасным врагом в глазах последнего. В 4-м сезоне Сплинтер, осознав, что больше ничему не сможет научить старшего сына, направил его на обучение к Старейшему, учителю его учителя Хамато Ёси. Вернувшись, Лео без труда одолел Караи, возглавившую клан Фут после пленения её отца. Во время обучения у Трибунала Ниндзя, Шишо относились к Леонардо с особой строгостью, так как возлагали на него большие надежды. Его основным оружием являются парные катаны, однако в 5-м сезоне он некоторое время владел клинком под названием Гуншин, позволяющим ему управлять огнём.
Во время последней битвы со Шреддером в финале 3-го сезона Караи отколола часть его панциря, однако в 6-м и 7-м сезонах тот каким-то образом зажил.
В альтернативной реальности из серии «Проверка реальности», где Черепашки-ниндзя являются супергероями, версия Лео носит имя Летун и обладает способностью парить в воздухе при помощи кнута. В другой реальности, представленной в эпизоде «То, чего никогда не было», где Шреддеру удалось поработить Землю, потерявший зрение Леонардо окончательно рассорился с Рафаэлем после смерти Сплинтера. Прибывший в их мир Донателло вновь объединил братьев и возглавил нападение на штаб-квартиру Шреддера, где Лео погиб от руки Караи.
В анимационном кроссовере «Черепашки навсегда» 2009 года Леонардо, вновь озвученный Синтерниклаасом, участвовал в спасении Черепашек 1987 года от Пурпурных драконов. Он находил их поведение чересчур нелепым и, оказавшись в «странном мире» 1987 года был сбит с толку, пока не встретил местного мастера Сплинтера, который был очень похож на его родного сэнсэя. Вместе с Черепашками 1987 года и Черепашками из комиксов Mirage, а также их врагами и союзниками Лео и его братья нанесли окончательное поражение Шреддеру 2003 года, после чего все братья-мутанты вернулись в родные измерения.

### Мультсериал 2012 года
Леонардо снова возглавляет команду в мультсериале 2012 года от Nickelodeon. Джейсон Биггс озвучил персонажа вплоть до эпизода «Гнев Тигриного Когтя», после чего покинул шоу, а на его место пришёл Доминик Катрамбон, озвучивший Лео до конца 2-го сезона. Сет Грин был последним актёром, голосом которого говорил Леонардо.
Здесь Лео спокойный и рассудительный, но боится подвести команду. Сплинтер научил его древнему японскому искусству «целительные руки». Он влюблен в Караи и поначалу пытается переманить её на свою сторону, но отходит от этой мысли, когда узнаёт, что она дочь Шреддера. Сильнее всех привязан к Сплинтеру. В повседневности он более расслабленный и весёлый. Фанатеет от сериала «Космические герои». В конце 2-го – начале 3-го сезона переносит клиническую смерть из-за битвы со Шреддером. После этого долгое время живёт с раненым коленом, которое «ломается» от любого неловкого движения, однако в серии «Видение в лесу» исцеляется. В 4-м сезоне в серии «Овари» убивает Шреддера. В альтернативном будущем дважды мутировал в сумасшедшего злодея с амнезией по имени Максимус Конг.

### Мультсериал 2018 года
В мультсериале «Эволюция Черепашек-ниндзя» 2018 года Лео, которого озвучил Бен Шварц, описывается как «самопровозглашённый „крутейший“  брат, обладает обаянием хулигана и сердцем повстанца». В отличие от других адаптаций, он не является официальным лидером Черепах вплоть до финала второго сезона и отличается большим легкомыслием и саркастичным чувством юмора. Он третий в семье по старшинству после Рафа и Донни. Хотя на первый взгляд он выглядит незрелым и простоватым, Лео сообразителен и обладает стратегическим мышлением, а также инициативно возглавляет братьев всякий раз, когда что-то случается с Рафаэлем, фактическим лидером группы в течение первых двух сезонов. Несмотря на признаки высокомерия, он также испытывает неуверенность в себе. В финале 2-го Сплинтер назначает Лео новым лидером, к большому удивлению Черепах.
Шварц вновь озвучил Леонардо в одноимённом анимационном фильме, события которого произошли после окончания мультсериала.

### Прочие появления
- В концертном туре «Coming Out of Their Shells» 1990 года, где Черепашки-ниндзя были представлены как сформированная музыкальная группа, Леонардо была отведена роль басиста.
- Американские певцы Альфредо Миллер и Джонни Кемп озвучили Леонардо в телевизионном спецвыпуске We Wish You a Turtle Christmas 1994 года[16].
- Миллер вновь озвучил Леонардо в телевизионном спецвыпуске Turtle Tunes 1995 года[16].
- Майк Дэй озвучил Леонардо в одном из эпизодов «Saturday Night Live»[16].
- Сет Грин и Адам Тэлбот озвучили Леонардо в нескольких выпусках пародийного американского мультсериала «Робоцып» 2005 года[16].
- Леонардо появился в сериале «Псих», где его озвучили Ларри Дорф, Кевин Шинник и Майкл Синтерниклаас[16].
- Кэм Кларк, озвучивший Леонардо в мультсериал 1987 года, вновь озвучил персонажа в рекламе автомобилей марки Honda[20]. Ранее Кларк также озвучил Леонардо в рекламах сетей ресторанов быстрого питания Burger King и Chef Boyardee[16].

## Кино

### Классическая квадрология
В экранизации 1990 года роль Леонардо исполнил Дэвид Форман, а Брайан Точи озвучил персонажа. Леонардо был представлен довольно скромным и чувствительным лидером, который редко отдавал приказы, и часто шутил вместе с братьями, чего не было в прошлых адаптациях Черепашек-ниндзя. Он был первым, кто научился телепатически связываться с похищенным Сплинтером, а также наиболее сильно переживал за тяжело избитого Рафаэля. Вместе со своим братьями Лео сражался со Шреддером на крыше и оказался единственным, кому удалось ранить противника, несмотря на то, что Черепашкам-ниндзя в конечном итоге не удалось победить Шреддера без помощи сэнсэя Сплинтера. Поскольку фильм вращался вокруг Рафаэля, характер Лео не был полноценно раскрыт, а его лидерские способности не освещались.
Во второй части, премьера которой состоялась в 1991 году, Леонардо сыграл Марк Касо, а озвучил — Брайан Тотихара. Он часто спорит с Рафаэлем, из-за чего их соперничество набирает обороты. Леонардо, как и его братья, был очень удивлён возвращению Футов, однако пришёл к выводу, что потеря дома является более приоритетной задачей и уговорил братьев съехать от Эйприл. Лео по-прежнему чувствительный, заботливый и обладающий чувством юмора, однако в то же время более властный и уверенный лидер.
В третьем фильме, который вышел в 1993 году, Касо и Тотихара вернулись к своим ролям. Попав в феодальную Японию, Леонардо возглавляет своих братьев в противостоянии с торговцем оружием по имени Уокер, а затем вместе с ними отправляется домой.
С 1995 по 1997 годы Кевин Истмен работал над четвёртым фильмом франшизы, который должен был называться либо «Черепашки-ниндзя 4: Новая мутация», либо «Черепашки-ниндзя 4: Возвращение клана Фут». Питер Лэрд опубликовал концепт-арт Леонардо в своём блоге. По задумке фильма Черепашки-ниндзя и Сплинтер подверглись вторичной мутации из-за того, что находящийся в их крови мутаген с годами привёл к изменению внешнего вида героев, а также даровал им новые способности. Кроме того, в фильме должен был вернуться Шреддер, восстанавливающий авторитет клана Фут.
В анимационном фильме 2007 года его озвучил Джеймс Арнольд Тэйлор. За некоторое время до начала основного сюжета Сплинтер отправил Леонардо тренироваться в Центральную Америку, где тот стал городской легендой по имени Призрак джунглей, противостоящей эксплуатирующим местных жителей бандитам. Его находит Эйприл, которая сообщает, что после ухода Лео братья разобщились и перестали быть единой командой. После разговора с ней Леонардо решает завести свои странствия и возвращается в Нью-Йорк, где его тепло принимают Сплинтер, Микеланджело и Донателло. Рафаэль же, которому Лео не хватало больше всех, холодно приветствует брата. Отправившись в ночной патруль, Черепашки-ниндзя становятся свидетелями битвы клана Фут под руководством Караи и йети-подобного чудовища, однако остаются в неведении относительно целей клана. Впоследствии Лео сталкивается с линчевателем по прозвищу Ночной Всевидящий и, после небольшого поединка, узнаёт, что под его маской скрывается Рафаэль, Конфликт братьев перерастает сражение, в ходе которого мечи Лео ломается. Раф оставляет брата и того похищают каменный генералы, связанные с последней операцией клана Фут. Они доставляет его в особняк магната Макса Винтерса, выдавая в качестве 13-го монстра, которые заполонили Нью-Йорк. Тем не менее, братья спасают Леонардо и Рафаэль мирится со старшим братом. Винтерс оказывается древним воином по имени Юатль, который стремится отправить монстров домой и избавиться от бессмертия, с чем Черепашки успешно ему помогают и тот наконец обретает покой. После этого братья, вновь став единой командой, возвращаются на защиту города.
В 2007 году Кевин Манро заявил, что хотел бы снять продолжение мультфильма, в котором потенциально мог вернуться Шреддер. Манро запланировал трилогию. «Черепашки-ниндзя 2» должен был стать вольной адаптацией арки City At War из оригинальных комиксов Mirage. По сюжету, Микеланджело чувствовал себя изгоем, из-за чего присоединился к клану Фут, в то время как Черепахи отправились в Японию, где должны были столкнуться с Караи и Шреддером.

### Дилогия-перезапуск
В фильме-перезапуске «Черепашки-ниндзя» 2014 года Леонардо был сыгран актёром Питом Пложеком, в то время как Джонни Ноксвилл озвучил персонажа. Лео тратит свободное время на совершенствованию собственных навыков ниндзюцу, будучи преданным как своим братьям так и родному городу в целом. Тем не менее, время от времени осторожность Леонардо приводит его к разногласиям с остальными Черепашками. Леонардо твёрдо верит, что как ниндзя он обязан защищать всех людей. Здесь его катаны несколько длиннее, а сам он носит поверх нагрудной части панциря бамбуковую броню.
В фильме «Черепашки-ниндзя 2» 2016 года Пложек сыграл и на этот раз озвучил персонажа. Черепашки пытаются предотвратить побег Шреддера во время его перевозки в тюрьму, однако терпят поражение. Леонардо узнаёт, что обнаруженный ими мутаген способен превратить всех четверых братьев-мутантов в людей, после чего запрещает Донателло рассказывать Рафу и Майки об этом открытии. Это приводит к конфликту с Рафаэлем, однако, в конечном итоге братья примиряются. Вместе с братьями он успешно останавливает прибывший на Землю Технодром, управляемый Крэнгом, за что получает награду от лица полиции Нью-Йорка.

### Другие фильмы
В фанатском фильме «Кейси Джонс» Леонардо озвучил Майкл Шник.
Леонардо появляется в анимационном фильме-кроссовере под названием «Бэтмен против Черепашек-ниндзя» 2019 года, где его озвучил Эрик Бауза. Он и его братья помогают Бэтмену, Робину и Бэтгёрл остановить Шреддера, который заключил союз с Ра’с аль Гулом и его Лигой Убийц, чтобы отравить весь Готэм-Сити мутагеном.
Леонардо появляется в анимационном фильме «Черепашки-ниндзя: Погром мутантов» 2023 года, где его озвучил Николас Канту.

## Видеоигры
В первых видеоиграх, основанных на мультсериале 1987 года, Леонардо был самым сбалансированным персонажем. Он имел широкий диапазон атак, однако не такой большой как у Донателло, хотя Леонардо наносил больше урона.
Леонардо стал одним из гостевых персонажей в файтинге DC Comics Injustice 2 (2017) в рамках загружаемого контента «Fighter Pack 3», где его озвучил Кори Крюгер. Также его скин появляется в играх Smite (2014) и Brawlhalla (2017). Как и другие Черепашки-ниндзя он стал частью игр-кроссоверов Nickelodeon Kart Racers (2018) и его продолжений, а также Nickelodeon All-Star Brawl (2021), наряду с другими персонажами Nickelodeon.
В Teenage Mutant Ninja Turtles: Shredder’s Revenge (2022) Леонардо представлен как сбалансированный персонаж по части дальности, скорости и мощности атак. Кроме того, это первая официальная игра в серии Teenage Mutant Ninja Turtles по мотивам мультсериала 1987 года, где Леонардо озвучил Кэм Кларк.

## Критика
В 2008 году Леонардо разделил 5-е место с Рафаэлем в списке «10 лучших персонажей-ниндзя из видеоигр» по версии TechCrunch.